# Teresina Tua
Teresina Tua, née le 24 avril 1866 à Turin et morte le 28 octobre 1956 , est une violoniste puis religieuse italienne.
Enfant prodige repérée jeune, elle entre au Conservatoire de Paris à dix ans et en est diplômée à treize. Spécialiste du répertoire virtuose de Niccolò Paganini, elle se produit rapidement dans toute l'Europe et en Amérique.
Un premier mariage en 1889 donne naissance à des jumeaux, morts en bas âge. Teresina voit son mari mourir en 1911 et se remarie en 1913. En parallèle à son activité concertante, la musicienne se consacre à diverses œuvres charitables.
Après la mort de son second mari en 1933, elle entre en religion en 1939, dans l'Ordre des Adoratrices perpétuelles du Saint-Sacrement. Elle meurt dans son couvent de Rome en octobre 1956.

## Jeunesse et formation
Teresina Maddalena Maria Teresa Rabino naît dans une famille peu aisée de Turin, résidant au n° 11 de la via San Massimo, à Turin. Son père Antonio est un musicien autodidacte qui enseigne à sa fille quelques rudiments de musique ; sa mère Marianna est également musicienne amatrice, ainsi que son grand-père paternel Giuseppe. Antonio l'emmène un soir assister à une représentation de La sonnambula. Le lendemain, la petite fille interprète par cœur les principales mélodies. Ce que voyant, les parents décident de former un quatuor familial, où Teresina tient le rôle de premier violon. La famille se produit dans le Piémont, en Ligurie et sur la Côte d'Azur. En 1876, lors d'un de ces concerts, une spectatrice remarque la jeune violoniste et en informe Joseph Massart, qui accepte Teresina au Conservatoire de musique et de déclamation de Paris,.
En 1879, elle est diplômée du Conservatoire ; l'année suivante, elle remporte le Grand Prix de ce même conservatoire. La jeune fille montre à cette époque une prédilection pour l'œuvre virtuose de Niccolò Paganini, ainsi que pour les compositions de Henryk Wieniawski qu'elle connaît personnellement.

## Carrière

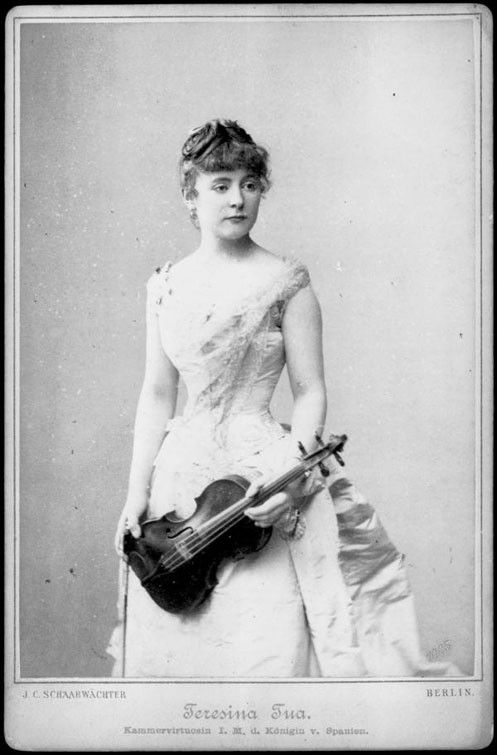
Teresina Tua en 1882.

Sa carrière commence en 1881, alors qu'elle n'a que quinze ans. Elle se produit à Milan, au Teatro Dal Verme, avec un grand succès. Elle est comparée par les critiques à Maria Milanollo (en), morte en 1848. En mars 1882, elle rencontre à Gênes Giuseppe Verdi, qui la couvre d'éloges, puis se produit notamment à Pavie, Venise et Trieste, mais également dans d'autres pays d'Europe, avec des concerts à Berlin et Londres.
En septembre 1883, la mère de Teresina se suicide, ce qui est un bouleversement pour la jeune artiste. Sa carrière reprend toutefois en mai 1884, avec notamment des tournées en Allemagne, en Autriche et aux Pays-Bas. Parmi les admirateurs déclarés de la jeune violoniste, on compte Franz Liszt, Richard Wagner, Eduard Hanslick ou Hans von Bülow. Le 10 octobre 1887, Teresina se produit pour la première fois aux États-Unis, avec une représentation à New York. Elle est accompagnée par Sergueï Rachmaninov lors d'une tournée en Russie qui connaît un succès moindre,.

## Premier mariage
En décembre 1889, Teresina épouse Giuseppe Ippolito Franchi-Verney della Valetta (it), compositeur et arrangeur de musique pour piano, ainsi que critique musical et auteur d'essais et de monographies, ces dernières activités sous le nom d'Ippolito Valetta. La jeune femme met rapidement au monde des jumeaux, mais ces derniers meurent prématurément.
Malgré cette double perte, la violoniste reprend ses tournées en 1892, avec des concerts à Palerme, puis à Paris en avril 1897. Lors de ce dernier, le ministre des Affaires étrangères Gabriel Hanotaux lui remet les Palmes académiques. À partir de février 1898, Teresina entame une grande tournée en Russie, qui s'aventure jusqu'en Sibérie, puis à Londres. À la fin de l'année, elle interprète dans sa ville natale le Concerto pour violon opus 64 de Felix Mendelssohn, sous la direction d'Arturo Toscanini. Elle est également accompagnée au piano par Amilcare Zanella sur la Sonate à Kreutzer de Beethoven.

## Veuvage, second mariage et actions charitables
Le 15 mai 1911, Giuseppe Franchi-Verney meurt. Teresina, veuve, épouse deux ans plus tard Emilio Angelo Quadrio de Maria Pontaschelli, journaliste et publiciste. À cette époque, elle s'engage dans plusieurs causes charitables et humanitaires. Elle collecte notamment une somme considérable destinée aux victimes du tremblement de terre de Messine, puis d'autres destinées aux mutilés et invalides de guerre. Cet engagement social lui vaut de recevoir trois médailles d'argent, décernées respectivement par le ministère de la Guerre, celui de l'Intérieur et la Croix-Rouge.
En 1915, elle met à terme à son activité concertante, lors d'un concert à Trieste où elle joue drapée dans un drapeau italien, la ville étant alors encore autrichienne. Pendant la Première Guerre mondiale, Teresina est infirmière à l'hôpital militaire de Turin. De 1914 à 1924, Teresina est professeur de violon au Conservatoire de Milan ; durant les dix années suivantes, elle enseigne à l'Académie nationale Sainte-Cécile de Rome. Vittorio Giannini, Virgilio Marzorati et Pina Carmirelli comptent parmi ses meilleurs élèves,.
Elle possède deux violons modernes de Leandro Bisiach (it) et de Carlo Giuseppe Oddone (Turin 1926, no. 198). Mais elle est également propriétaire de violons anciens. L'un d'entre eux porte une étiquette « Antonio et Girolamo Amati 1667 ». Toutefois, les experts le datent plutôt de la fin du XVIIIe ou du début du XIXe siècle. Elle possède également le Stradivarius Mond de 1709, ainsi que deux archets, l'un attribué à François Xavier Tourte et l'autre à Paul Serdet.

## Second veuvage et entrée en vie religieuse
La mort de son second mari, le 3 décembre 1933, la pousse à se dessaisir de nombreux biens. Elle fonde le couvent des sœurs de l'Adoration perpétuelle à Florence, offre sa villa de Livourne aux bénédictins, vend ses bijoux pour financer douze bourses d'études et donne ses costumes pour être réemployés comme ornements liturgiques. Elle lègue également ses violons au Conservatoire de Turin,.
En 1939, ayant légué tous ses biens, elle entre dans l'Ordre des Adoratrices perpétuelles du Saint-Sacrement. Elle reste dans son couvent de Rome de son entrée à sa mort le 28 octobre 1956,.